# Pinus taiwanensis
Pinus taiwanensis, también conocido como pino taiwanés o pino rojo taiwanés, es una especie de árbol conífero perteneciente a la familia Pinaceae. Se ubica en un grupo morfológicamente similar a otras dos especies de pinos: el Pinus luchuensis (pino japonés) y el Pinus hwangshanensis (pino chino).
Es un árbol de hasta 35 metros de altura y posee un duro tronco de 80 cm de grosor. Sus hojas son aciculadas y de un color verde oscuro que oscilan entre los 8 a los 12 centímetros. Al igual que otras especies de coníferas, se reproduce a través de piñones.